# Pheelz
 (juillet 2022).
Si vous disposez d'ouvrages ou d'articles de référence ou si vous connaissez des sites web de qualité traitant du thème abordé ici, merci de compléter l'article en donnant les références utiles à sa vérifiabilité et en les liant à la section « Notes et références ».
Pheelz (de son vrai nom Phillips Cayode Moses) est un producteur, chanteur et auteur-compositeur nigérian né le 5 juin 1994 à Lagos. Il est connu pour avoir collaboré avec de nombreux artistes comme Olamide ou encore Tiwa Savage.
À partir de 2012, il travaille comme producteur. Ce qui lui permet de gagner de plus en plus d'espace et de notoriété dans l'univers musical. En 2020, il remporte le titre de Producteur de l'année lors des Headies, un concours musical créé en 2006 pour récompenser les performances de l'industrie musicale nigériane.
En mars 2022, Pheelz devient populaire grâce à son hit Finesse qui connaît un succès international retentissant. La chanson fait son entrée dans le Billboard Global 200.